# Seleção Noronhense de Futebol
A Seleção Noronhense de Futebol representa o arquipélago de Fernando de Noronha em competições internacionais de futebol e gerenciada pela ANOVE (Associação Noronhense de Veteranos), afiliada ao CSANF (Conselho Sul-Americano de Novas Federações) desde 19 de outubro de 2011. Manda seus jogos no Estádio Distrital Salviano José de Souza Neto.

## História

### Antecedentes
A Seleção Noronhense teve início em 2011, por meio de contatos telefônicos na ilha feitos pelo CSANF, por meio de um representante brasileiro, o único na época, em busca de uma associação de futebol local para ser apresentado um projeto que visava criar uma seleção de futebol para representar Fernando de Noronha em jogos internacionais, uma vez que o futebol local, tal como o campeonato local e seus clubes integrantes, no Brasil (parte continental) era até então quase desconhecido. Entre as buscas, o CSANF tomou conhecimento da ANOVE e inicia-se conversas para a apresentação desse projeto . 
A ANOVE por sua vez, é um clube de futebol, e não uma associação regente do futebol em Fernando de Noronha, mas que durante conversas em 2011 aceitou ser responsável por formar uma seleção de futebol para o arquipélago, pois além de ser único clube de futebol juridicamente existente no local, não existe uma associação de futebol regente no arquipélago (o campeonato de futebol local é organizado pelo Conselho de Esportes de Fernando de Noronha, setor esportivo do governo local), vindo a se afiliar ao CSANF em 19 de Outubro de 2011, sendo afiliada oficialmente em reunião feita na ilha com o integrante brasileiro do CSANF em 21 de Abril de 2012.

### A formação e os primórdios
A seleção de Fernando de Noronha foi formada para jogar sua primeira (e única até agora) partida internacional em 2017, contra a seleção da Comunidade Armênia na Argentina, válida pela Copa CSANF (equivalente a Copa América entre as seleções filiadas a CONMEBOL), na qual perderam por 10 a 0.

## Participação em competições
No dia 26 de maio de 2017 a seleção de Fernando de Noronha fez sua estréia no futebol internacional participando da Copa CSANF 10 Años, realizada em Buenos Aires, Argentina, em uma partida única contra a seleção da Comunidade Armênia na Argentina. A seleção teve que enviar um plantel pequeno, formado no total por apenas 13 jogadores, sendo 11 deles jogadores sênior (acima de 35 anos), pois os principais atletas não tiveram fundos para bancar a ida para a Argentina a fim de disputar o torneio, apenas 01 jogador da categoria principal e 01 juvenil, de 16 anos de idade. Por não ser filiada a FIFA nem a CONMEBOL, a seleção não pode participar da Copa do Mundo nem da Copa América. Fernando de Noronha também não pode participar da Copa do Mundo CONIFA.

### Copa CSANF

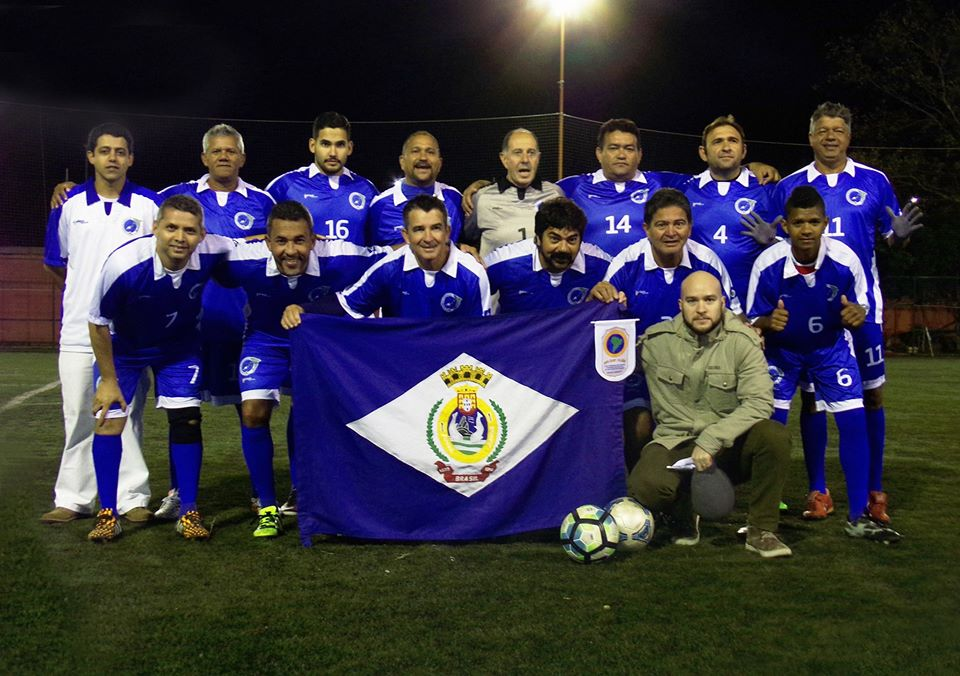
Essa foi a Seleção Noronhense de Futebol (somente os azuis) em sua partida de estreia, contra a Seleção da Comunidade Armênia Argentina, em 26 de Maio de 2017, válida pela Copa CSANF 10 Anos, organizada pelo CSANF - Conselho Sul-Americano de Novas Federações, em parceria com o GEBA - Club de Gimnasia y Esgrima de Buenos Aires.
Em pé (da esquerda para a direita): Thiago Fernandes Monteiro (representante do Brasil no CSANF), Bira, Kevenny, Gena, Adolfo, Pezão, Roberto e Ribeiro.
Agachados (da esquerda para a direita): Cleyton, Luciano Picapau, Eduardo, Josemar, Josenildo, Gonzalo Parada (presidente do CSANF, mais agachado) e Wallace.

Partida na Copa CSANF 2017 - 10 Años:
- Comunidade Armênia na Argentina 10 - 0  Fernando de Noronha

Fernando de Noronha jogou com um plantel formado em sua maior parte por jogadores sênior (acima de 35 anos), devido a problemas financeiros dos jogadores principais, pois cada jogador precisou custear a própria viagem, e apenas os jogadores sênior puderam bancar os próprios custos. De todo o plantel, fizeram parte apenas dois jogadores de categoria principal, entre eles, um jovem de 16 anos.

## Uniformes

### Uniformes atuais
- 1º - Camisa azul com detalhes brancos; calção azul com detalhes brancos; meias azuis com detalhes brancos;
- 2º - Camisa branca com detalhes azuis; calção branco com detalhes azuis; meias brancas com detalhes azuis.
- 3º - Camisa amarela com detalhes verdes e vermelhos; calção amarelo com detalhes verdes e vermelhos; meias amarelas com detalhes verdes e vermelhos.

| Primeiro Uniforme | Segundo Uniforme | Terceiro Uniforme |  |

Notas
- As cores do terceiro uniforme são em razão das cores do brasão presente na bandeira de Fernando de Noronha. A ideia surgiu durante a discussão do projeto de criação da Seleção Noronhense em reunião feita na ilha, em 2012, entre CSANF e ANOVE, na qual o presidente da ANOVE na época, Naldo Soares, resolveu adotar um terceiro uniforme que segundo ele, seria para "aproveitar" todas as cores da bandeira do arquipélago.